# Mexikos damlandslag i landhockey
Mexikos damlandslag i landhockey representerar Mexiko i landhockey på damsidan. Laget slutade på fjärde plats vid panamerikanska spelen 1991.

### Fotnoter
1. ↑  ”Pan American Games - Final Standings” (på engelska). Panamhockey. Arkiverad från originalet den 2 december 2018. https://web.archive.org/web/20181202101847/http://www.panamhockey.org/en/panamgames. Läst 26 juli 2015.